# 李静 (敦煌侯)
李静（466年—520年），字绍安，陇西狄道（今甘肃临洮县）人，出自陇西李氏敦煌房，是凉武昭王的玄孙，西凉骁骑将军、祈连酒泉晋昌三郡太守李翻的曾孙，北魏使持节、侍中、都督西垂诸军事、镇西大将军、开府仪同三司、领护西戎校尉、沙州牧、并州刺史、敦煌宣公李宝的孙子，镇西将军、西兖州刺史、光禄大夫、敦煌恭侯李茂的儿子，李孚、李敬安、李季安的哥哥。
李茂死后，李静承袭为敦煌侯，初次任官为太尉参军事，转任定州别驾、东平原郡太守，神龟三年（520年），李静去世，虚岁五十五。

## 家族
陇西李氏世系图